# 芋角

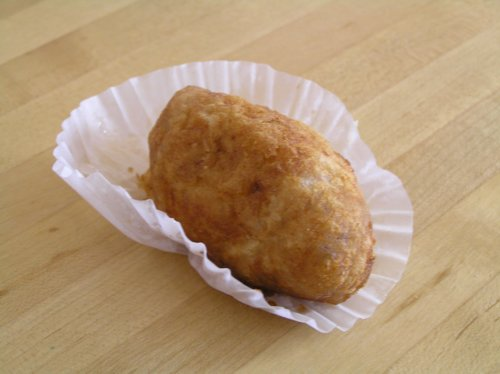
芋角

芋角是用芋泥作皮，將豬瘦肉、蝦肉、冬菇等炒熟後作餡，包製成角形，下鍋油炸而成。炸成後呈金黃色，表層小眼密布，形狀仿如蜂巢。芋角外皮酥脆，內層軟滑，餡有少許肉汁，吃起來外酥脆鬆軟，有種鹹鹹甜甜的滋味。